# Syzygium iliasii
Syzygium iliasii är en myrtenväxtart som beskrevs av Peter Shaw Ashton. Syzygium iliasii ingår i släktet Syzygium och familjen myrtenväxter. Inga underarter finns listade i Catalogue of Life.